# Надписи на партах
Надписи на партах — разновидность молодёжных граффити, встречающаяся в учреждениях начального, среднего и высшего образования. Надписи могут размещаться как на рабочей поверхности, так и на других участках парты.

## Исследования надписей
В России до конца XX века надписи на партах представляли собой сравнительно малоизученное явление. Большинство учёных воспринимают их исключительно с нормативно-эстетической точки зрения, согласно которой они представляют собой только вредительство, порчу имущества учебного заведения. Однако в 2000-е годы появились исследования, направленные на изучение лингвистических характеристик надписей. Доминирующими подходами к описанию граффити являются исторический, социо-культурный, психолого-культурный, лингвокультурный и лингвистический подходы. Тюкаева Н. И. в 2001—2004 годах провела исследование студенческих граффити в Барнаульском государственном педагогическом университете, Алтайском государственном техническом университете, основу которого составили надписи на партах. В 2006 году школьница провела анализ надписей на партах школ города Кирова и благодаря своему исследованию стала лауреатом Всероссийских юношеских чтений им. В. И. Вернадского. Исследователи утверждают, что анализ надписей может оказать помощь в воспитательном процессе.

## Функции
Надписи на партах выполняют следующие функции:
- создание второго мира, отвлечённого от повседневного бытия;
- психологическая разгрузка;
- коммуникативная функция;
- мифологическая функция[4];
- создание себе подсказки при экзамене, контрольной или проверочной работе.

Причинами создания надписей выступают:
- компенсация отсутствия возможности обратиться к адресату напрямую;
- компенсация отсутствия возможности массового распространения сообщения;
- компенсация отсутствия свободного времени;
- преодоление однообразия, монотонности процесса учёбы[4];
- боязнь экзамена, контрольной или проверочной работы.

## Авторы надписей
Результаты исследований в высших учебных заведениях показали, что надписи чаще всего оставляют студенты I—II курсов (около 90 % всех надписей). Авторы надписей в основной своей массе относятся к процессу учёбы безучастно.
Типичный студенческий автор, как правило, материально зависим от родителей, посещает учебное заведение вынужденно, находится в поиске кандидатуры на место супруга или полового партнёра. Психологическая установка типичного автора: «Я пишу там, где не принято, потому что я лучший, и мне так хочется».
Авторов надписей по стратегии поведения можно разделить на несколько групп.
1. По эмоционально-смысловой характеристике:
  - лирические — стремящиеся придать своим проблемам художественный образ в виде поэтических и прозаических произведений («Хотеть не вредно, вредно не хотеть»);
  - нейтральные — оставляющие надписи, не передающие эмоциональное состояние («Дорогой студент, тебе необходимо учиться, чтобы стать полноценной личностью»);
  - эмоциональные — создающие надписи, содержащие экспрессивные выражения, повторение знаков препинания и т. п., наиболее часто встречающийся тип («Ура!!!!!», «Нет сил…», «СКУЧНО»)[8].
2. По степени стремления к креолизованности:
  - художники — реализующие через надписи свой творческий потенциал, отличающиеся склонностью кропотливо прорисовывать детали;
  - креолисты — применяющие специальные пишущие материалы — разноцветные маркеры, шариковые ручки, краски;
  - скрипторы — использующие исключительно вербальные знаки, наиболее часто встречающийся тип[9].
3. По стратегическому параметру:
  - репрезентанты — представляющие себя, записывая свои имена, клички, номер группы, аббревиатуру факультета, наиболее часто встречающийся тип («Вася, гр. 221»);
  - оппоненты — ставящие себя и себе подобных в привилегированное положение относительно других субъектов учёбы, в том числе через негативную оценку тех, кто не принадлежит к данному конгломерату («2204 — лохи», «Шансон — фуфло», «Ария — супер»);
  - дающие объявления — стремящиеся предать огласке определённые события с помощью объявлений, иногда объявления носят шуточный характер («Приходите на КВН поболеть за наших», «У нас скоро свадьба», «Мальчики по вызову, телефон 02»);
  - страдальцы — высказывающие недовольство существующими порядками («Надоело», «Я не могу больше жить»);
  - повествователи — оставляющие надписи, которые идентичны жанровому типу записка («Я вчера гуляла с Женей»);
  - вопрошающие — пишущие вопросы, просьбы, предложения о начале общения («Кто с нами в кино?»)[10].
4. По креативному параметру:
  - пассивные граффитисты — авторы немногословных надписей, не несущих информационную функцию;
  - инвективные граффитисты — авторы негативных, пошлых надписей;
  - рефлектирующие граффитисты — авторы, предпочитающие выражать негатив косвенным образом, с помощью иронии[11].
5. По психологическому образу:
  - «озабоченные» — авторы надписей на сексуальную тему («Окажу интимные услуги, тел. …»);
  - «покинутые» — авторы текстов о несчастной любви, о нетерпимости одиночества («Юра, мне плохо без тебя»);
  - «нетерпимые» — авторы негативных надписей, содержащих недовольство необходимостью нахождения в стенах учебного заведения («Мне холодно, голодно и спать хочется»);
  - «несдержанные» — резко реагирующие на разнообразные обстоятельства, сопровождающие учебный процесс («Я сижу на лекции, у меня эрекция»);
  - «экспрессивные» — оставляющие сообщения, характеризующиеся эмоциональными всплесками («Класс!»);
  - «протестанты» — выражающие протест против окружающей среды («Сколько можно нас мучить»);
  - «незамеченные» — авторы, желающие заявить о себе, зачастую страдающие синдромом Бобчинского («Привет, меня зовут Лена, давай переписываться»);
  - «радостные» — авторы призывов, восхвалений событий, сопровождающих учебный процесс («От сессии до сессии живут студенты весело»);
  - «весёлые» — осмеивающие различные события, в том числе запретные темы («Не восхрапи на лекции, дабы не разбудить ближнего своего»);
  - «грустные» — оставляющие надписи отчаявшегося, безнадёжного характера («Встану утром рано, выпью кружку ртути и пойду подохну в этом институте»);
  - «агрессивные» — выражающие негативные эмоции в резкой форме, часто использующие ненормативную лексику («Сегодня я купил гранату — конец родному деканату»)[12].

Надписи на партах оставляют лица как мужского, так и женского пола.

## Виды надписей
Надписи на партах могут быть как стихотворными, так и прозаическими. Также это могут быть чертежи, рисунки и прочие записи. В целом надписи характеризуются тезисным изложением информации. Надписи классифицируют по нескольким признакам.
1. По целенаправленности:
  - повествовательные («Евгений, вы — бяка»);
  - восклицательные («Поддерживаю предыдущего аффтара!»);
  - вопросительные («Как тебя зовут?»);
  - образовательные («Кто не верит в псевдоголдстоуновские бозоны — нарисуй паровозик»[13], а также надписи, используемые в качестве шпаргалок (написанные на парте карандашом формулы, сделанные, например, перед сдачей контрольной работы по физике на перемене, после использования как правило такие надписи стирают);
  - рассуждения («Лучше повеситься, чем сдавать сессию»)[14].
2. По количеству отражённых ситуаций:
  - одномоментные («Хочу Женю»);
  - двухмоментные («У меня отличное предложение: пойдёмте все домой»);
  - многомоментные, к котором относятся в основном длинные стихотворения[14].

Среди тем, к которым обращаются авторы, — любовь, музыкальные увлечения, вечернее времяпрепровождение. Часто встречается ненормативная лексика, характерной чертой является то, что авторы, зная правила языка, пренебрегают орфографией и пунктуацией.

## Адресаты надписей
Потенциальным читателем оставленных надписей является любой учащийся (студент или школьник). Характерным отличием надписей на партах от других форм массовой коммуникации является использование в большинстве случаев при обращении формы единственного числа, несмотря на то что читателей может быть множество («На препода смотри, а не сюда»).

## Ответственность
Запреты на нанесения надписей на парты прописаны в Правилах внутреннего распорядка и других документах учебных заведений. В качестве дисциплинарных взысканий могут применяться замечание и выговор. Руководители высших учебных заведений могут грозить отчислением студентам за нанесение надписей на партах. В 2007 году CBS сообщила о том, что 13-летняя ученица нью-йоркской школы была арестована полицией за нанесение слова «Okay». Арест был произведён по просьбе директора школы.